# Rotoscope de Fleischer

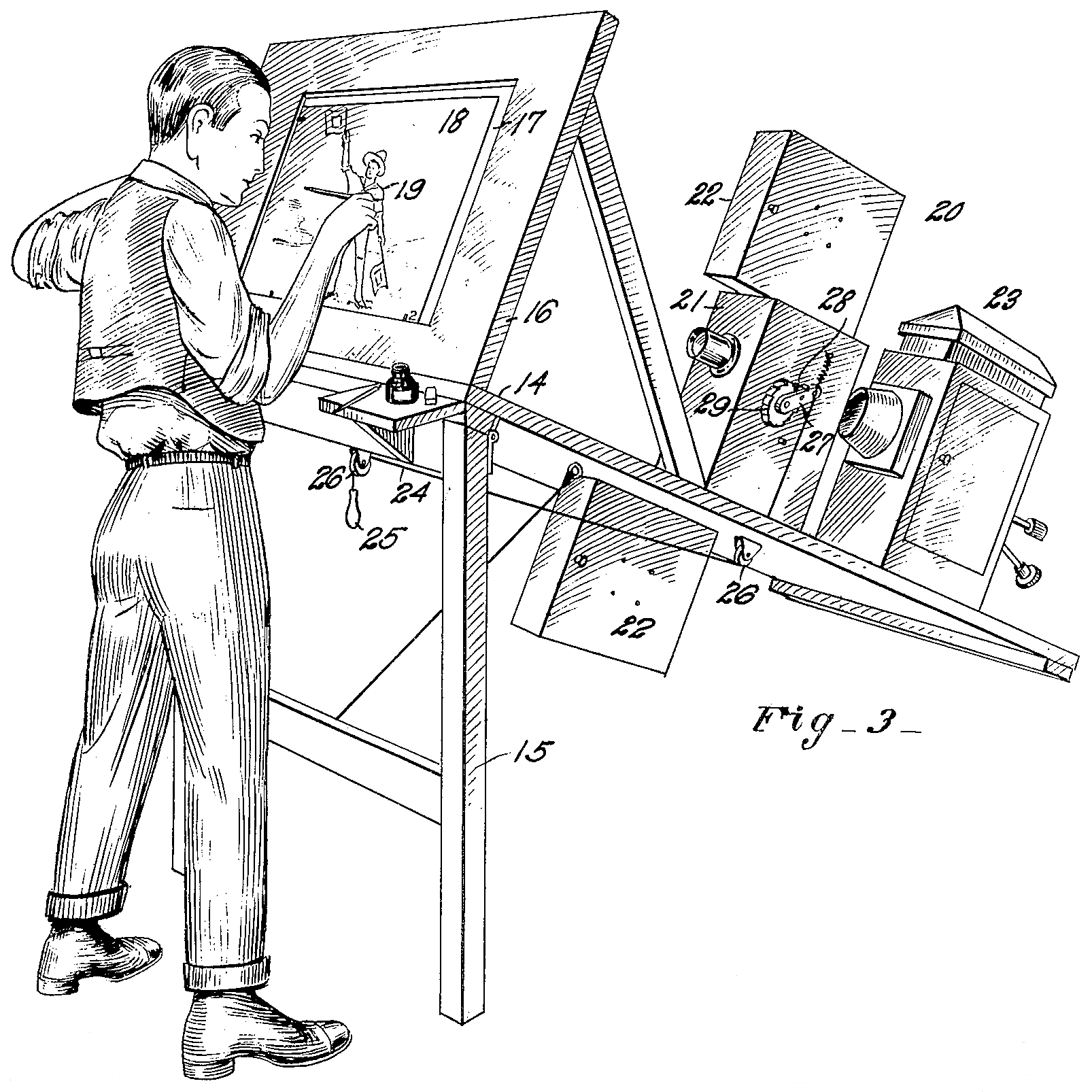
Le rotoscope de Fleischer - Illustration du brevet de 1917

Le rotoscope est une machine qui permet de faire des dessins-animés ou des scènes d'animation avec un mouvement réaliste.
Il a été inventé et déposé en 1915 puis breveté le 9 octobre 1917 par Max Fleischer.
Le principe est de filmer en prise de vues réelles un acteur en mouvement, puis une fois le film développé, de le projeter image par image contre un dépoli sur lequel l'animateur pose un transparent qui va servir a décalquer chaque image.
La rotoscopie est encore aujourd'hui utilisée grâce aux outils numériques dans le cinéma d'animation, les films en prise de vues réelles, mais aussi les jeux vidéo. 
Les premiers essais du rotoscope démarrent en 1915 jusqu'à 1916, puis sont utilisés en 1918 pour la série Out of the Inkwell, dans lequel le clown Koko (joué par Dave Fleischer, le frère de Max) est le principal protagoniste.
Dans le Betty Boop Minnie the Moocher, c'est le chanteur et danseur Cab Calloway qui est décalqué pour faire la danse du morse fantôme, mais aussi celui de Koko.